# Antennarius maculatus
Antennarius maculatus – gatunek ryby z rodziny antenariusowatych (Antennariidae).

## Występowanie
Żyje wśród raf koralowych u wschodnich wybrzeży Madagaskaru i wokół wysp między Azją, a Australią.

## Budowa i wygląd
Mierzy do 15 cm długości. Jej skóra pokryta jest wyraźnymi brodawkami.